# Ludwig Ulrich
Ludwig Ulrich (* 15. Dezember 1896 in Freistett; † 13. April 1980 in Kehl) war ein deutscher Landwirt und Politiker (BCSV, CDU).

## Leben
Ludwig Ulrich wurde als Sohn eines Landwirtes geboren. Nach dem Schulbesuch arbeitete er zunächst im elterlichen Betrieb, wechselte dann den Beruf und war von 1911 bis 1914 in der Rheinschifffahrt tätig. Ab 1915 nahm er als Soldat am Ersten Weltkrieg teil. Nach dem Krieg war er bis 1926 erneut in der elterlichen Landwirtschaft tätig. Von 1926 bis 1939 besaß er ein eigenes Schiff, mit dem er Waren auf dem Rhein transportierte. Von 1941 bis 1944 nahm er als Soldat am Zweiten Weltkrieg teil.
Nach dem Kriegsende arbeitete Ulrich als Landwirt in Freistett. Er trat in die BCSV ein, aus der später der badische Landesverband der CDU hervorging. 1945 wurde er stellvertretender Bürgermeister von Freistett. Von 1946 bis 1947 war er Mitglied der Beratenden Landesversammlung des Landes Baden und von 1947 bis 1952 Abgeordneter des Badischen Landtages.